# گشنیز مکزیکی
گشنیز مکزیکی (نام علمی: Eryngium foetidum) نام یک گونه از سرده زول است.